# Louis Simpson
Louis Aston Marantz Simpson (Kingston, 27 marzo 1923 – Stony Brook, 14 settembre 2012) è stato un poeta giamaicano naturalizzato statunitense.
Nel 1964 ha vinto il Premio Pulitzer per la poesia grazie alla raccolta di poesie At The End Of The Open Road.

## Biografia
Suo padre era un avvocato di origine scozzese, mentre la madre aveva origini russe. All'età di diciassette anni emigrò negli Stati Uniti ed iniziò a frequentare la Columbia University. Durante la seconda guerra mondiale, tra il 1943 e il 1945 fece parte della 101ª Divisione Aviotrasportata, combattendo in Francia, Paesi Bassi, Belgio e Germania. Alla fine del conflitto si fermò in Europa per frequentare l'Università di Parigi.
Il suo primo libro è stato The Arrivistes, pubblicato nel 1949. Fu apprezzato per il forte rigore formale dei suoi versi, ma in seguito Simpson si allontanò dallo stile che aveva caratterizzato i suoi primi successi scegliendo una poesia composta di versi liberi asciutti ed oscuri. Ha ottenuto un Ph.D. dalla Columbia, università in cui ha poi anche insegnato, come anche a Berkeley e alla Stony Brook University.
Ha vinto il  premio Guggenheim Fellowship nel 1962 e il Prix de Rome.
È scomparso nel 2012 all'età di 89 anni.

## Opere principali
- 1963: At the End of the Open Road, Poems
- 1965: Selected Poems
- 1971: Adventures of the Letter I
- 1975: Three on the Tower
- 1976: Searching for the Ox
- 1978: A Revolution in Taste: Studies of Dylan Thomas, Allen Ginsberg, Sylvia Plath, and Robert Lowell
- 1979: Armidale
- 1980: Caviare at the Funeral
- 1981: A Company of Poets
- 1983: The Best Hour of the Night
- 1983: People Live Here: Selected Poems 1949–83
- 1986: The Character of the Poet
- 1988: Collected Poems
- 1990: In the Room We Share
- 1994: Ships Going Into the Blue: Essays and Notes on Poetry
- 1995: Nombres et poussière; There You Are
- 2001: The Owner of the House: New Collected Poems, 1940–2001